# Drem
Drem est un village situé dans l’East Lothian, au sud-Est de l’Écosse au Royaume-Uni.